# Pacobamba (La Paz)
Pacobamba ist eine Ortschaft im Departamento La Paz im südamerikanischen Andenstaat Bolivien.

## Lage im Nahraum
Pacobamba liegt in der Provinz Eliodoro Camacho und ist der viertgrößte Ort im Cantón Villa Rosario de Wila Khala im Municipio Mocomoco. Die Ortschaft liegt in einer Höhe von 4223 m am Nordwestrand der Cordillera Muñecas nahe der Grenze zu Peru.

## Geographie
Pacobamba liegt auf dem bolivianischen Altiplano zwischen den Anden-Gebirgsketten der Cordillera Occidental im Westen und der Cordillera Central im Osten.
Die mittlere Durchschnittstemperatur der Region liegt bei 8 °C, der Jahresniederschlag beträgt etwa 750 mm (siehe Klimadiagramm Puerto Acosta). Die Region weist ein ausgeprägtes Tageszeitenklima auf, die Monatsdurchschnittstemperaturen schwanken nur unwesentlich zwischen 5 °C im Juli und 10 °C im Dezember. Die Monatsniederschläge liegen zwischen unter 10 mm in den Monaten Juni und Juli und über 100 mm von Dezember bis März.

## Verkehrsnetz
Pacobamba liegt in einer Entfernung von 209 Straßenkilometern nordwestlich von La Paz, der Hauptstadt des gleichnamigen Departamentos.
Von La Paz führt die asphaltierte Nationalstraße Ruta 2 in nordwestlicher Richtung 70 Kilometer bis Huarina, von dort zweigt die Ruta 16 ab, die als asphaltierte Straße weiter in nordwestlicher Richtung in 97 Kilometern entlang des Titicacasees bis Escoma führt. Von dort führt die Ruta 16 als unbefestigte Piste weiter nach Norden und erreicht nach 42 Kilometern Pacobamba und nach weiteren sieben Kilometern Villa Rosario de Wilacala.

## Bevölkerung
Die Einwohnerzahl der Ortschaft ist in dem Jahrzehnt zwischen den beiden letzten Volkszählungen auf das Dreifache angestiegen:
| Jahr | Einwohner         | Quelle       |
| ---- | ----------------- | ------------ |
| 1992 | keine Detaildaten | Volkszählung |
| 2001 | 69                | Volkszählung |
| 2012 | 195               | Volkszählung |
| 2024 |                   | Volkszählung |

Die Region weist einen hohen Anteil an Aymara-Bevölkerung auf, im Municipio Mocomoco sprechen 97,0 Prozent der Bevölkerung Aymara.